# 楊時

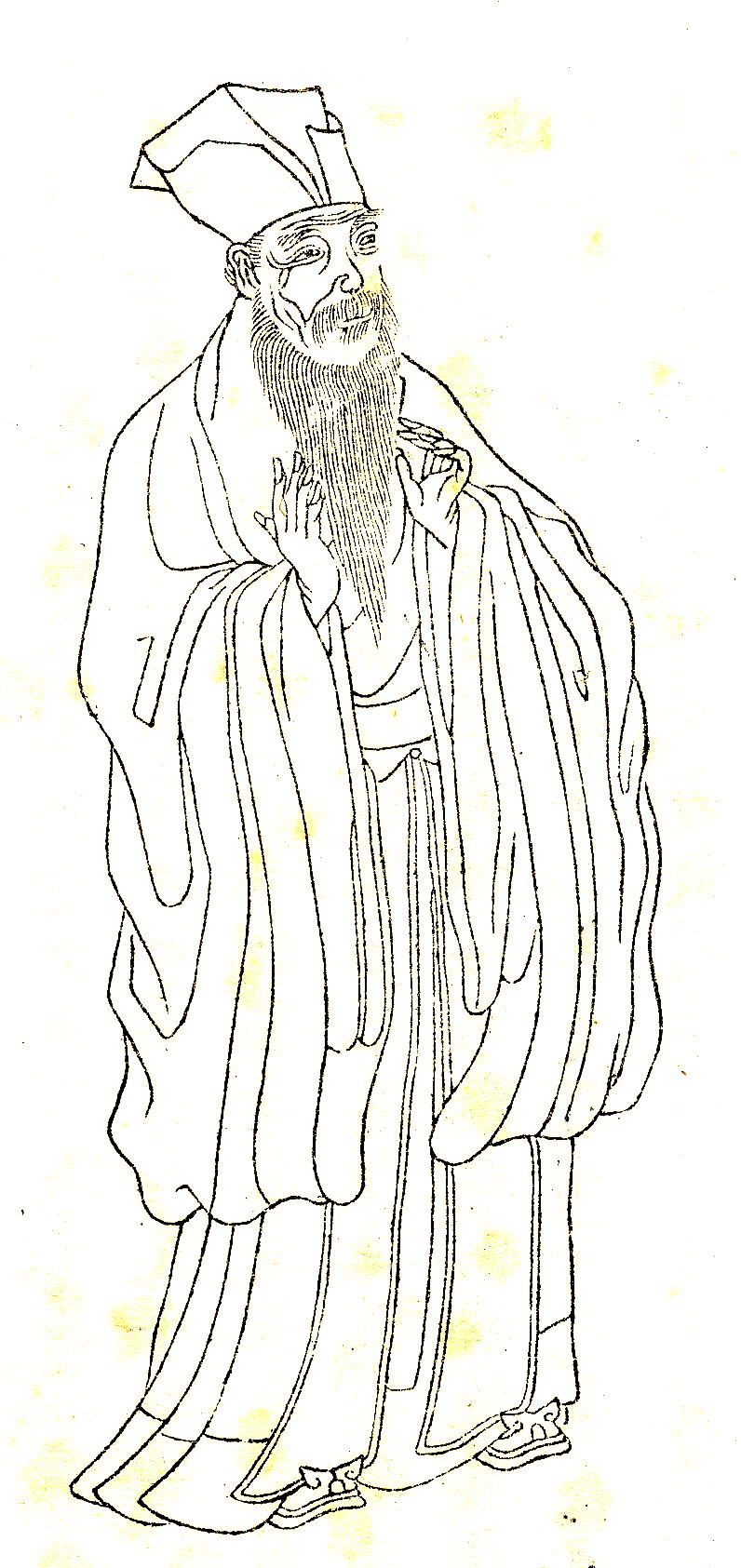
楊亀山（『晩笑堂竹荘画伝』より）

楊 時（よう じ、皇祐5年（1053年）- 紹興5年4月24日（1135年6月7日））は、中国北宋末から南宋初の儒学者。字は中立。亀山先生と号する。諱は文靖。

## 略伝
南剣州将楽県（現在の福建省三明市将楽県）の出身。経史を研究し熙寧9年（1076年）に進士となる。程顥と、ついで程頤に師事する。47年に及ぶ地方官生活のうち、秘書郎から国子祭酒に昇ったが、蔡京ら新法派を非難して、一時官を辞めさせられたことがある。南宋の初めに瀏陽・余杭・蕭山の知事となり善政をしき、高宗の時に龍図閣直学士となる。退官後は東林学院を設立して著述や講学に従事し、胡安国と往来し、二程（程顥・程頤）の正統を継ぐものとして重んじられた。その学問は羅従彦をへて李侗に伝わり、朱熹に到った。著書に『二程粋言』2巻、『亀山集』42巻、『亀山語録』4巻がある。